# Dejan Nemec
Dejan Nemec (Murska Sobota, 1 de março de 1977) é um ex-futebolista profissional esloveno, que atuava como goleiro.

## Carreira
Dejan Nemec se profissionalizou no NK Mura.

## Seleção
Dejan Nemec representou a Seleção Eslovena de Futebol na Copa do Mundo de 2002, na Coreia do Sul e Japão.
No Eurocopa 2000 e a Copa de 2002, sempre como terceira opção para o gol esloveno.